# منطقه تاریخی گورتون بانک
منطقه تاریخی گورتون بانک (به انگلیسی: Groton Bank Historic District) یک منطقهٔ مسکونی در ایالات متحده آمریکا است که در کنتیکت واقع شده‌است.